# 劫后天府泪纵横
《劫后天府泪纵横》（英語：China's Unnatural Disaster: The Tears of Sichuan Province）是一部2009年在美国HBO放映的关于中国四川汶川大地震中死难者及其家人的纪录片，片长39分钟。2009年5月4日在纽约作全球首映。该片获得2009年奥斯卡奖最佳纪录短片奖项提名。
这部影片由美国最大的家庭电影频道HBO出资，导演是美国著名纪录片导演乔恩·阿尔伯特和马修·奥尼尔，制片人是美籍华人学者夏明和邝治中。纪录片主要描述灾区的校舍倒塌反映出的人祸问题以及遇难学生的家长维权之路。

## 情节
纪录片中拍摄了倒塌的学校建筑，混凝土的水泥成分不足，和钢筋细如铁丝的画面，许多家长在现场悲愤不已。遇难学生的家长更多要求的是真相的呈现，而非物质上的补偿。2008年5月25日，在中国四川省绵竹通往德阳的德阿公路上，绵竹市富新小学学生家长手持镶着死难孩子照片的镜框准备游行到德阳市政府，要求对豆腐渣工程作出调查，在游行途中当地官员和警察前来阻拦，发生警民冲突，其中包括绵竹市委书记蒋国华下跪央求游行家长不要前往德阳市的场面。

## 拍摄
这部记录片在2008年5月12日四川汶川发生强烈的大地震、造成数万人死亡的惨祸的10天后，在四川实地拍摄10天。制片人和导演都表示，最初他们前往灾区，只想记录灾区实况，没有料到后来的曲折发展。乔恩·阿尔伯特说：“最大的意外是我们在开车的时候碰到绵竹市富新小学学生家长的队伍，一长列的爸爸妈妈捧着他们死去的孩子的照片，他们在游行，要求官员说明孩子在学校死亡的真相。”
为确保影像安全，纪录片拍摄过程中尽量避免与政府人员对抗，但摄制组也遭到了不同程度的骚扰。乔恩·阿尔伯特说：“最大的挑战发生在接近拍摄尾声的时候，中国政府决定不让任何人说出发生了什么，他们不让家长说话，也不让剧组和记者访问家长，所以，我们既要拍摄这个故事，又要避开那些企图阻止我们的人，成了最大的挑战”。